# Bitis schneideri
Bitis schneideri är en ormart som beskrevs av Boettger 1886. Bitis schneideri ingår i släktet Bitis och familjen huggormar. IUCN kategoriserar arten globalt som sårbar. Inga underarter finns listade.
Arten förekommer i Namibia och Sydafrika.